# Savognino d'inverno
Savognino d'inverno è un dipinto di Giovanni Segantini, eseguito tra il 1888 e il 1890 circa.

## Descrizione
Si tratta di uno scorcio da lontano del paese svizzero di Savognino, circondato da un paesaggio montano innevato, realizzato tramite una notevole frammentazione della pennellata, tipica di quegli anni. In basso sulla sinistra sono riportate la firma del pittore e la scritta «All'intelligente in Arte Luigi Dell'Acqua».

## Storia
Il dipinto apparteneva in origine alla famiglia Dell'Acqua ed entrò per via ereditaria nella collezione Ramazzotti di Milano.
Venne esposto in diverse occasioni, tra cui la XXVI Esposizione internazionale d'arte (Venezia, 1952) e la mostra 50 anni d'arte a Milano. Dal divisionismo ad oggi (Milano, 1959).